# جزيرة هول
جزيرة هول هي جزيرة تقع في أرخبيل فرنسوا جوزيف، روسيا. تم اكتشافها عام 1873 من قبل البعثة الاستكشافية القطبية النمساوية المجرية.